# Amnosia perakana
Amnosia perakana är en fjärilsart som beskrevs av Hans Fruhstorfer 1908. Amnosia perakana ingår i släktet Amnosia och familjen praktfjärilar. Inga underarter finns listade i Catalogue of Life.